# Equips de la temporada 2006/07 de la Primera Divisió Espanyola
A la temporada 2006/07 de la primera divisió espanyola hi van participar vint equips. La lliga va estar guanyada pel Reial Madrid, per davant del FC Barcelona, Sevilla FC i València CF. Per contra, van baixar a Segona la Reial Societat, el Celta de Vigo i el Nàstic de Tarragona.

## Reial Madrid
| - Casillas 38 - Van Nistelrooy 37 - 25 gols - Raúl 35 - 7 gols - Diarra 33 - 3 gols - Sergio Ramos 33 - 5 gols - Cannavaro 32 - Robinho 32 - 6 gols - Reyes 30 - 6 gols - Guti 30 - 1 gol - Emerson 28 - 1 gol - Helguera 23 - 1 gol - Roberto Carlos 23 - 3 gols - Beckham 23 - 3 gols - Higuaín 19 - 2 gols | - Miguel Torres 18 - Míchel Salgado 16 - Gago 13 - Mejía 9 - Raúl Bravo 8 - Cassano 7 - 1 gol - Cicinho 7 - De la Red 7 - Ronaldo 7 - 1 gols - Marcelo 6 - Nieto 2 - Diego López 0 - Pavón 0 - Miñambres 0 |

Entrenador: Fabio Capello 38

## FC Barcelona
| - Valdés 38 - Iniesta 37 - 6 gols - Xavi 35 - 3 gols - Puyol 35 - 1 gol - Ronaldinho 32 - 21 gols - Deco 31 - 1 gols - Zambrotta 29 - 3 gols - Giuly 27 - 3 gols - Messi 26 - 14 gol - Edmilson 26 - Gudjohnsen 25 - 5 gols - Oleguer 25 | - Thuram 23 - Van Bronckhorst 23 - Márquez 21 - 1 gol - Eto'o 19 - 11 gols - Saviola 18 - 5 gols - Motta 14 - Belletti 13 - Sylvinho 13 - Ezquerro 9 - 1 gol - Olmo 1 - Jorquera 0 - Crosas 0 |

Entrenador: Frank Rijkaard 38

## Sevilla FC
| - Alves 34 - 3 gols - Palop 34 - Poulsen 33 - 1 gol - Renato 33 - 4 gols - Kanouté 32 - 21 gols - Martí 30 - 2 gols - Escudé 30 - 1 gol - Puerta 30 - 2 gols - Jesús Navas 29 - 1 gol - Adriano 26 - 2 gols - Luis Fabiano 26 - 10 gols - Javi Navarro 25 - Dragutinovic 25 - 1 gol - Maresca 25 - 2 gols | - David 19 - Chevantón 17 - 4 gols - Aitor Ocio 17 - Kerjakov 15 - 5 gols - Hinkel 13 - Duda 11 - Alfaro 9 - 1 gol - Kepa 9 - 3 gols - Cobeño 5 - Jesuli 1 - Bruno 1 - Javi Varas 0 - Lolo 0 |

Entrenador: Juande Ramos 38

## València Club de Futbol
| - Albiol 36 - 1 gol - Silva 36 - 4 gols - Angulo 36 - 6 gols - Villa 36 - 15 gols - Joaquín 35 - 5 gols - Cañizares 32 - Miguel 30 - Ayala 29 - 2 gols - Albelda 25 - Morientes 24 - 12 gols - Hugo Viana 25 - 2 gols - Moretti 23 - 2 gols - Marchena 22 - Curro Torres 17 - Vicente 16 - 4 gols | - Baraja 14 - 1 gol - Jorge López 14 - Navarro 13 - 1 gol - Gavilán 12 - Edú 10 - Pallardó 10 - Butelle 8 - Del Horno 6 - Regueiro 6 - Cerra 5 - Tavano 3 - Javi Guerra 2 - Córcoles 1 - Natxo Insa 1 - Mora 0 |

Entrenador: Quique Sánchez Flores 38

## Vila-real CF
| - Forlán 36 - 19 gols - Cani 35 - 4 gols - Senna 33 - Fabricio Fuentes 33 - 4 gols - Marcos 29 - 3 gols - Viera 28 - Guille Franco 27 - 2 gols - Josico 26 - 1 gol - Somoza 25 - José Enrique 23 - Josemi 22 - Tacchinardi 22 - 1 gol - Cygan 21 - 1 gol - Arruabarrena 21 - 1 gol | - Javi Venta 20 - Matías Fernández 20 - 1 gol - José Mari 19 - Quique Álvarez 15 - Riquelme 13 - 1 gol - Barbosa 11 - Pirès 11 - 3 gols - Tomasson 11 - 4 gols - Nihat 9 - Gonzalo Rodríguez 6 - Peña 6 - Jonathan Rodríguez 4 - 1 gol - Bruno 3 |

Entrenador: Manuel Luis Pellegrini Ripamonti 38

## Reial Saragossa
| - César Sánchez 38 - Diego Milito 37 - 23 gols - Zapater 36 - D'Alessandro 36 - 2 gols - Milito 35 - 1 gol - Juanfran 34 - Sergio García 33 - 6 gols - Aimar 31 - 5 gols - Diogo 30 - 4 gols - Óscar González 30 - 3 gols - Sergio Fernández 28 - Lafita 28 - 1 gol | - Ewerthon 28 - 6 gols - Celades 21 - 1 gol - Movilla 22 - Piqué 22 - 2 gols - Ponzio 11 - Chus Herrero 10 - Longás 10 - Nery 4 - Cuartero 1 - Aranzábal 1 - Miguel 0 - César 0 |

Entrenador: Víctor Fernández Braulio 38

## Atlético de Madrid
| - Agüero 38 - 6 gols - Galletti 36 - 4 gols - Fernando Torres 36 - 14 gols - Antonio López 33 - Jurado 33 - Leo Franco 32 - Luccin 31 - Sitaridis 31 - Mista 29 - 3 gols - Maniche 28 - 4 gols - Perea 26 - Pablo 24 - 2 gols - Costinha 24 | - Zé Castro 22 - 2 gols - Pernía 21 - Gabi 20 - Petrov 13 - 2 gols - Eller 12 - 1 gol - Maxi Rodríguez 10 - 6 gols - Valera 8 - Iván Cuéllar 7 - Víctor Bravo 2 - Marqués 2 - Jacobo 1 - Rufino 1 - Pollo 1 |

Entrenador: Javier Aguirre Onaindia 38

## Recreativo de Huelva
| - Tornavaca 37 - 1 gol - Jesús Vázquez 37 - 6 gols - Cazorla 34 - 5 gols - Sinama-Pongolle 34 - 12 gols - Uche 31 - 8 gols - López Vallejo 30 - Juanma 27 - 2 gols - Rosu 26 - 3 gols - Beto 25 - 2 gols - Mario 24 - 1 gol - Viqueira 24 - 1 gol - Arzo 24 - Merino 23 | - Javi Guerrero 23 - 7 gols - Dani Bautista 23 - Barber 21 - Pablo Amo 18 - 1 gol - Poli 18 - Edu Moya 15 - Cheli 12 - 2 gols - Laquait 9 - Bouzón 6 - Calle 7 - 2 gols - Pablo Olivera 1 - José Ramón 0 |

Entrenador: Marcelino García Toral 38

## Getafe CF
| - Abbondanzieri 36 - Casquero 36 - 5 gols - Belenguer 34 - 1 gol - Celestini 34 - 1 gol - Paredes 33 - Nacho 33 - 4 gols - Mario Cotelo 31 - 1 gol - Manu del Moral 30 - 8 gols - Güiza 29 - 11 gols - Alexis 24 - 2 gols - Pachón 24 - 2 gols - Redondo 22 - 1 gol | - Contra 21 - Cortés 20 - Pulido 16 - 1 gol - Sousa 15 - Alberto Aguilar 14 - Paunovic 14 - Vivar Dorado 14 - 1 gol - Albín 13 - Verpakovskis 13 - 1 gol - Tena 10 - Licht 8 - Luis García 3 |

Entrenador: Bernd Schuster 38

## Racing de Santander
| - Colsa 37 - 4 gols - Pinillos 35 - Munitis 34 - 4 gols - Rubén 34 - 2 gols - Vitolo 33 - Toño 32 - Zigic 32 - 11 gols - Òscar Serrano 31 - Garay 31 - 9 gols - Balboa 30 - 1 gol - Scaloni 30 - 1 gol - Juanjo 23 - 1 gol - Cristian Álvarez 23 - 1 gol - Antonio Tomás 20 | - Oriol 19 - 1 gol - Luis Fernández 16 - Felipe Melo 15 - 3 gols - Momo 13 - Christian Fernández 13 - 1 gol - Calatayud 7 - Aganzo 6 - Pablo Alfaro 5 - Matabuena 5 - De Abreu 1 - Moratón 1 - Platero 1 - Portilla 1 - Rubén Castro 1 |

Entrenador: Miguel Ángel Portugal Vicario 38

## RCD Espanyol
| - Kameni 36 - Luis García 36 - 10 gols - Jarque 36 - Pandiani 34 - 7 gols - Tamudo 31 - 15 gols - Corominas 30 - 4 gols - Torrejón 29 - Rufete 29 - 1 gol - Riera 28 - 4 gols - Moisés Hurtado 28 - 1 gol - Chica 27 - De la Peña 26 - Zabaleta 20 - Velasco 20 - Lacruz 20 | - Jonatas 20 - Moha 19 - 1 gol - Eduardo Costa 16 - 1 gol - David García 9 - Ito 8 - Àngel 7 - Julián López 7 - Sergio Sánchez 3 - Iraizoz 2 - Serran 2 - Fredson 2 - Jonathan Soriano 1 - Palanca 1 - Biel Ribas 0 - Peixoto 0 |

Entrenador: Ernesto Valverde Tejedor 38

## RCD Mallorca
| - Casadesús 38 - 4 gols - Arango 37 - 8 gols - Fernando Navarro 37 - 1 gol - Nunes 36 - 4 gols - Jonás Gutiérrez 36 - 3 gols - Ballesteros 35 - 1 gol - Varela 31 - 3 gols - Basinàs 29 - Ibagaza 29 - 1 gol - Maxi López 29 - 3 gols - Jankovic 28 - 9 gols - Pereyra 28 - 2 gols | - Jordi López 24 - Prats 22 - Héctor 21 - Moyà 16 - Diego Tristán 13 - Tuni 11 - Trejo 8 - 1 gol - Ramis 7 - Kome 5 - Pisculichi 4 - Dorado 2 |

Entrenador: Gregorio Manzano Ballesteros 38

## Deportivo de La Corunya
| - Aouate 38 - Capdevila 34 - 4 gols - Arizmendi 33 - 5 gols - Riki 33 - 3 gols - Lopo 31 - 1 gol - Juan Rodríguez 31 - 4 gols - Cristian 29 - 1 gol - Sergio 28 - 2 gols - Estoyanoff 28 - 1 gol - Verdú 27 - 1 gol - Coloccini 26 - Jorge Andrade 22 - De Guzmán 20 - Arbeloa 20 - Filipe 19 | - Barragán 16 - Taborda 16 - 2 gols - Manuel Pablo 15 - Adrián 15 - 1 gol - Duscher 15 - Iago 9 - 2 gols - Juanma 7 - Pablo Álvarez 7 - Bodipo 7 - 2 gols - Valerón 2 - Rivera 1 - Rodri 1 - Munúa 0 - Alcántara 0 - Piscu 0 |

Entrenador: Joaquín Caparrós 38

## CA Osasuna
| - Ricardo 36 - Raúl García 33 - 4 gols - Puñal 32 - 3 gols - David López 31 - 4 gols - Webó 31 - 4 gols - Soldado 30 - 11 gols - Corrales 28 - Juanfran 28 - 2 gols - Javier Flaño 27 - 1 gol - Valdo 26 - 6 gols - Nekounam 24 - 2 gols - Milosevic 23 - 4 gols - Cuellar 23 - 1 gol - Muñoz 20 - 1 gol | - Josetxo 19 - Juanlu 18 - 1 gol - Cruchaga 18 - 2 gols - Hèctor Font 17 - Miguel Flaño 17 - 1 gol - Izquierdo 11 - 1 gol - Monreal 10 - Romeo 8 - Delporte 8 - Erice 5 - Elia 3 - Sola 2 - 2 gols - Jokin 1 - Azpilicueta 1 |

Entrenador: José Ángel Ziganda 38

## Llevant UE
| - Molina 34 - Alexis Suárez 34 - 1 gol - Ettien 34 - 2 gols - Diego Camacho 33 - 3 gols - Riga 33 - 9 gols - Kapo 30 - 5 gols - Rubiales 29 - Tommasi 29 - Courtois 29 - 2 gols - Berson 27 - Alvaro 23 - 2 gols - Descarga 21 - 1 gol - Nino 19 - 1 gol - Reggi 18 - 3 gols | - N'Diaye 17 - Salva Ballesta 14 - 5 gols - Zé Maria 14 - Manolo Gaspar 13 - Robert 13 - Déhu 12 - 1 gol - Meyong Zé 11 - 1 gol - Luyindula 10 - José Serrano 10 - Carmelo 6 - Harte 6 - Cavallero 5 - César 3 |

Entrenador: Juan Ramón López Caro 18, Abel Resino Gómez 20

## Reial Betis
| - Juanito 34 - 3 gols - Rafael Sobis 31 - 4 gols - Robert 29 - 9 gols - Capi 29 - 2 gols - Edú 29 - 8 gols - Rivera 27 - 1 gol - Melli 27 - Assunçao 27 - 2 gols - Fernando 25 - 2 gols - Miguel Ángel 23 - Doblas 22 - Nano Rivas 21 - Romero 17 - Fernando Vega 17 - Vogel 17 - Xisco 17 - 3 gols | - Arzu 16 - 1 gol - Contreras 16 - Maldonado 15 - Dani Martín 14 - Ilic 13 - Odonkor 13 - Rivas 11 - Jorge Wagner 10 - Isidoro 8 - Caffa 7 - Juande 7 - Pancrate 7 - 1 gol - Lembo 2 - Òscar López 1 - Benjamín 0 - Damià 0 |

Entrenador: Javier Iruretagoyena Amiano 15, Luis Fernandez 22, Francisco Chaparro Jara 1

## Athletic Club de Bilbao
| - Yeste 38 - 5 gols - Sarriegi 36 - Javi Martínez 35 - 3 gols - Iraola 35 - 5 gols - Murillo 34 - 1 gol - Aduriz 34 - 9 gols - Urzaiz 33 - 8 gols - Gabilondo 33 - 4 gols - Expósito 31 - Etxeberria 28 - 3 gols - Aranzubía 28 - Amorebieta 27 - Llorente 23 - 2 gols - Luis Prieto 19 - 1 gol | - Casas 19 - Garmendia 16 - 1 gol - Ustaritz 12 - Javi González 11 - Lafuente 11 - Orbaiz 9 - Tiko 5 - Iturriaga 4 - Dañobeitia 4 - Beñat 1 - Bergara 1 - Zubiaurre 1 - Unai Alba 0 - Gurpegi 0 |

Entrenador: Félix Sarriugarte 12, José Manuel Esnal 26

## Celta de Vigo
| - Nené 38 - 8 gols - Fernando Baiano 35 - 15 gols - Ángel 35 - 2 gols - Pinto 34 - Placente 34 - Canobbio 34 - 2 gols - Gustavo López 31 - 3 gols - Oubiña 30 - 1 gol - Contreras 30 - Tamas 29 - Iriney 26 - 2 gols - Lequi 25 - 1 go171 - Núñez 24 | - Aspas 21 - Jorge 17 - 1 gol - Perera 17 - 1 gol - Bamogo 15 - 2 gols - Pablo García 14 - Guayre 10 - 1 gol - Jonathan Vila 7 - Yago 6 - 1 gol - Esteban 4 - De Ridder 3 - George Lucas 2 - Abalo 1 - Areias 1 |

Entrenador: Fernando Vázquez Pena 29, Hristo Stoítxkov 9

## Reial Societat
| - Xabi Prieto 33 - 3 gols - Kovacevic 33 - 3 gols - Gaizka Garitano 31 - 2 gols - Gerardo 30 - Claudio Bravo 29 - Aranburu 29 - 3 gols - López Rekarte 28 - 1 gol - Juanito 28 - 1 gol - Díaz de Cerio 27 - 4 gols - Garrido 25 - 1 gol - Diego Rivas 21 - 1 gol - Uranga 20 - 2 gols - Ansotegi 20 - 2 gols - Germán Herrera 19 - 1 gol - Savio 19 - 5 gols | - Mikel González 19 - Mikel Alonso 18 - Víctor López 17 - Novo 12 - 1 gol - Labaka 11 - Jesuli 11 - Felicio 10 - Riesgo 9 - Estrada 8 - Agirretxe 6 - Elustondo 6 - Skoubo 5 - Rossato 2 - Stevanovic 1 - Cifuentes 1 |

Entrenador: José Maria Bakero Escudero 7, Miguel Ángel Lotina Oruechebarría 31

## Gimnàstic de Tarragona
| - Portillo 34 - 11 gols - Juan 30 - Campano 29 - 3 gols - Cuéllar 28 - 2 gols - Pinilla 28 - 2 gols - Matellán 26 - Generelo 26 - Morales 24 - Irurtzun 22 - 2 gols - Bizarri 22 - Rubén Castro 20 - 4 gols - Calvo 19 - César Navas 19 - 2 gols - Gil Ribeiro 19 - Abel Buades 18 - 1 gol | - Carlos Merino 18 - Ruz 17 - Mingo 16 - Rubén Pérez 16 - Chabaud 16 - David García 16 - 1 gol - Marco 14 - Llera 12 - 2 gols - Makukula 12 - 1 gol - Cáceres 11 - Grahn 9 - 2 gols - Manolo 3 - Óscar López 2 - Serrano 2 - Álvaro Iglesias 0 |

Entrenador: Luis César Sampedro 12, Francisco Flores Lajusticia 26